# Tetrastigma laoticum
Tetrastigma laoticum är en vinväxtart som beskrevs av François Gagnepain. Tetrastigma laoticum ingår i släktet Tetrastigma och familjen vinväxter. Inga underarter finns listade i Catalogue of Life.